# ファーレイ・モウワット
ファーレイ・モウワット（Farley Mowat、ファーリー モウェット、1921年5月12日 - 2014年5月6日）はカナダの作家、ナチュラリスト。

## 日本語訳された著書
- 『犬になりたくなかった犬』（角邦雄訳、文芸春秋、ポケット文春） 1967、のち文春文庫
- 『甦る大地 : 最新シベリア紀行』（角邦雄訳、読売新聞社） 1974
- 『ジャミーとアワジンのバレンランド脱出作戦』（久米穣訳、評論社） 1974
- 『オオカミよ、なげくな』（小原秀雄、根津真幸共訳、紀伊国屋書店） 1977
- 『船になりたくなかった船』（磯村愛子訳、文芸春秋、文春文庫） 1983
- 『狼が語る: ネバー・クライ・ウルフ』（小林正佳訳、築地書館） 2014